# NGC 2455
NGC 2455 је расејано звездано јато у сазвежђу Крма које се налази на NGC листи објеката дубоког неба.
Деклинација објекта је - 21° 18' 6" а ректасцензија 7h 49m 0,0s. Привидна величина (магнитуда) објекта NGC 2455 износи 10,2. NGC 2455 је још познат и под ознакама OCL 636, ESO 560-SC15.